# Bumetopia fornicata
Bumetopia fornicata là một loài bọ cánh cứng trong họ Cerambycidae.